# 昭和橋 (利根川)

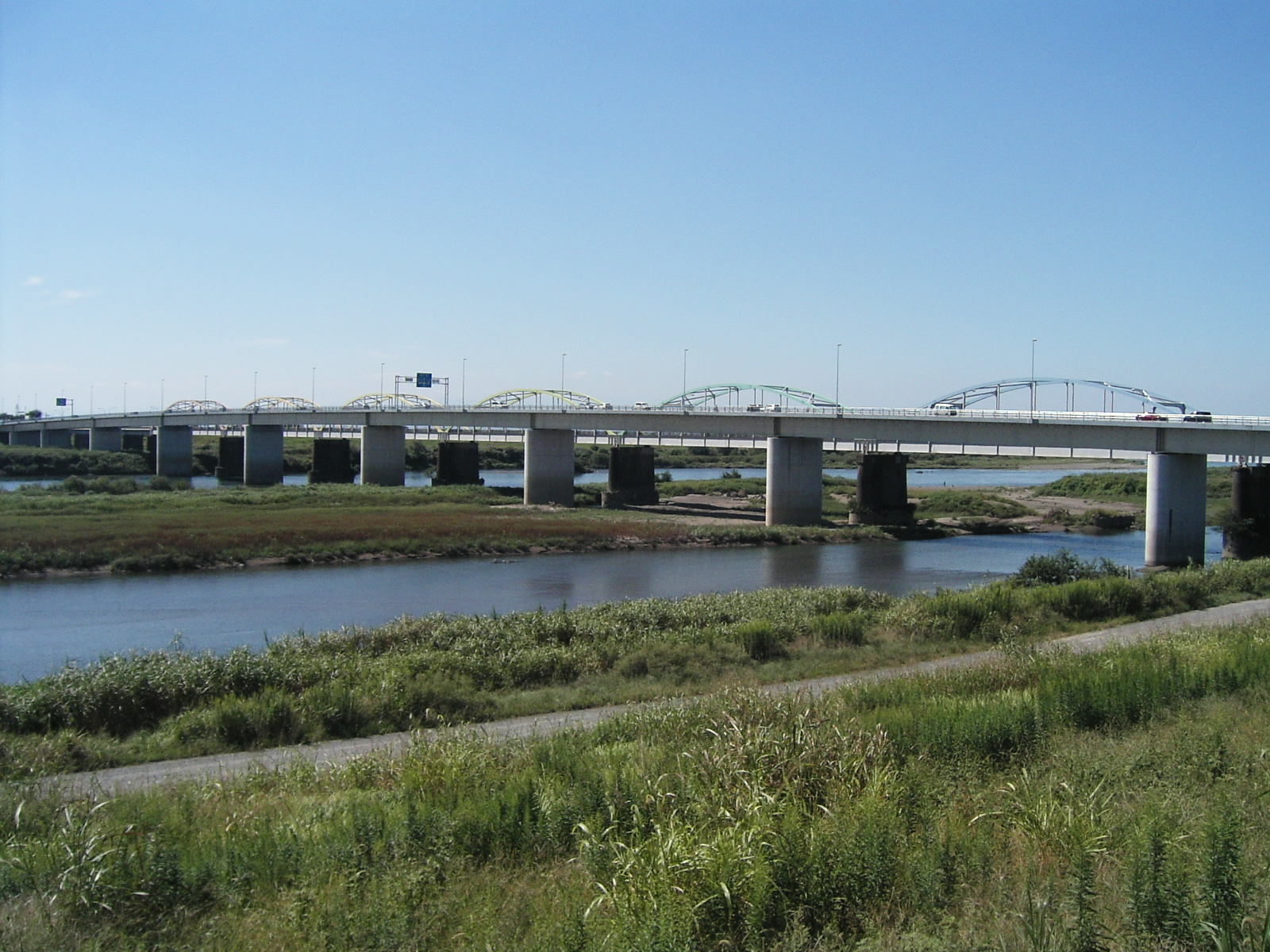
昭和橋（2006年9月）

昭和橋（しょうわばし）は群馬県邑楽郡明和町川俣と埼玉県羽生市上新郷の間の利根川に架かる国道122号の橋である。現行の橋は2006年および2014年に架けられた4代目。群馬県南東部と埼玉県東部を結ぶ大動脈として機能している。

## 概要
- 左岸：群馬県邑楽郡明和町川俣 川俣交差点（群馬県道368号上中森川俣停車場線）
- 右岸：埼玉県羽生市上新郷　昭和橋交差点（道の駅はにゅう前）・（埼玉県道7号佐野行田線）
- 中央にむかって、2.5%の勾配がある。

## 歴史
2006年に架け替えられた橋は、橋長は656.0メートル、幅員は11.0メートル（うち歩道部3.5メートル）の連続鋼鈑桁橋で、計画4車線の内2車線の暫定開通であった。旧橋の位置に残り2車線分の建設が進められ、2014年12月20日開通し、同日の15時一般供用が開始された。総事業費は約143億円であった。
- 1929年（昭和4年） 12月28日 開通[4]。橋長は574.5メートル、幅員は4.5メートルの木橋。
- 1945年（昭和20年） 橋の中央部が流失したため該当箇所を4連のワーレントラス桁に架け替え[5]。
- 1962年（昭和37年）5月31日 架け替え[6]。橋長は658.3メートル、幅員は7.0メートル、最大支間長は67.8メートル[5][7]のランガー橋。アーチの数が7つあったことから、アーチが虹色の7色に塗装されていた。なお、旧橋梁は皆野町内の荒川に架かる栗谷瀬橋の架橋に転用された[8]。
- 2006年（平成18年）3月25日 架け替え[9]。新橋梁暫定開通。旧橋梁廃止。橋長656メートル、幅員11.0メートル（車道7.5メートル、歩道3.5メートル）[10]。
- 2014年（平成26年）12月20日 下り線の橋が開通[1][2]。橋長659メートル。あわせて両岸の取り付け道路が整備され4車線化された。

## その他
- 昭和橋から下流は約14 kmもの区間、埼玉大橋まで一般道の橋は架けられていない。そのため、利根川に新橋を架橋する構想があり[11]、1998年（平成10年）羽生市、館林市、栃木県佐野市、板倉町、明和町の3県3市2町による「渡良瀬川及び利根川架橋促進協議会」を結成し、群馬・栃木・埼玉の各県へ要望活動が行われている[12][13]。
- 2014年11月28日に建設中の橋の見学会が開催された[14]。

## 風景

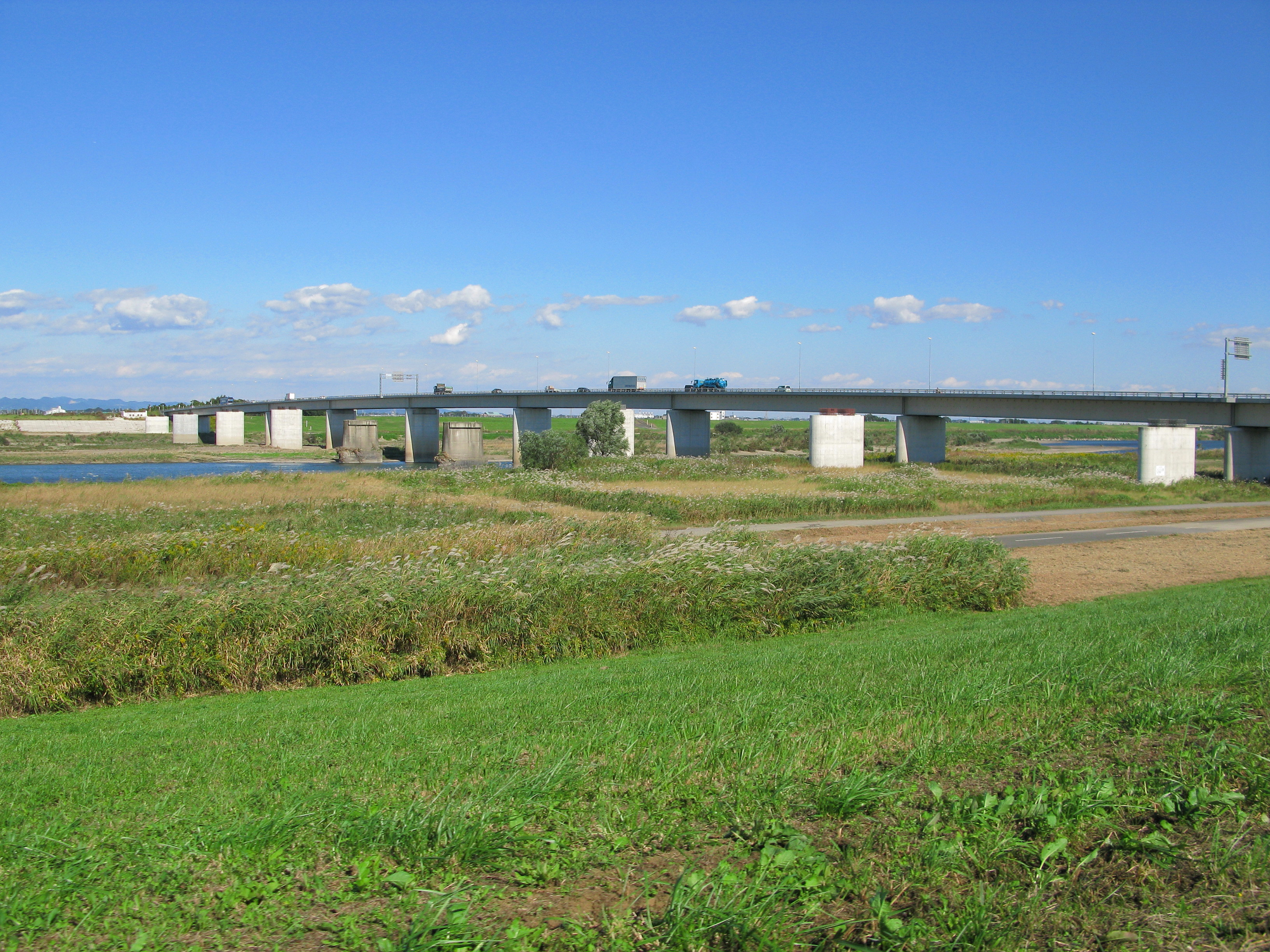
右岸上流側から
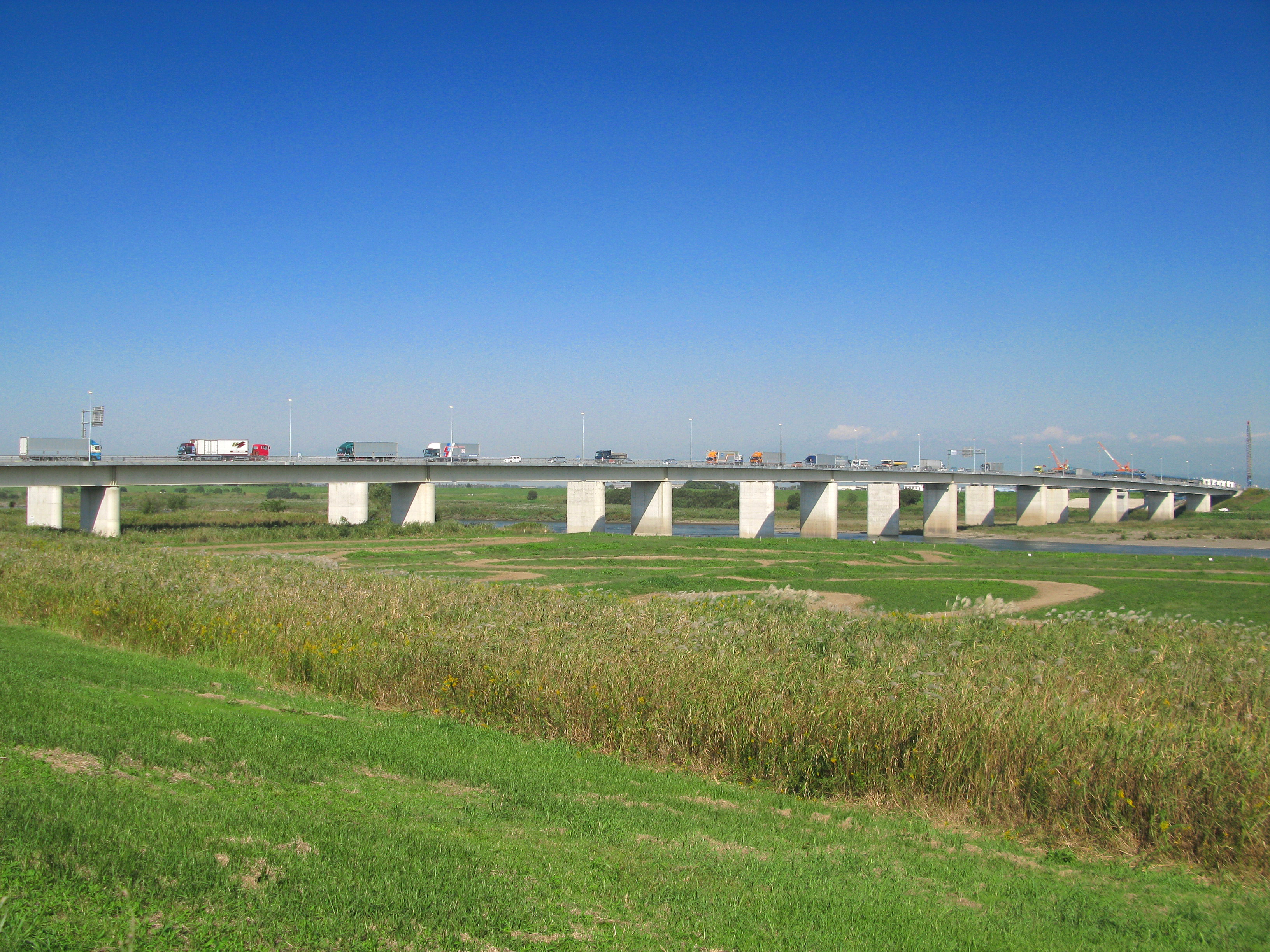
右岸下流側から

## 隣の橋
- 利根川

（上流） - 刀水橋 - 武蔵大橋 - 昭和橋 - 利根川橋梁 - 利根川橋 - （下流）